# Howard Jackson
Howard E. Jackson (* 27. Juni 1951 in Detroit, Michigan; † 7. März 2006 in Duarte, Kalifornien) war ein US-amerikanischer Boxer, Karate-Kämpfer und Kickboxer.
Geboren als ältestes von vier Kindern, verlor er seine Eltern schon in jungen Jahren. Auch die beiden Brüder starben einen gewaltsamen frühen Tod; nur Schwester Corliss und Howard selbst wurden erwachsen. 1967 begann er Kung Fu (Wushu) zu studieren, wechselte dann zunächst zu Tang Soo Do und bekam dort 1970 den Schwarzen Gürtel von Hwang Kee.
Den Punktkampf begann er während der Zeit beim United States Marine Corps, wo er den Spitznamen California Flash bekam. Er trainierte u. a. mit Chuck Norris, Bob Wall, und Pat Johnson. Später nahm Joe Lewis großen Einfluss auf seinen Kampfstil.
1974 setzt Jackson wegen einer Verletzung das Kämpfen aus, kehrt aber 1976 als Vertragskämpfer zur PKA zurück. 1980 gewann er den WKA Weltergewicht-Titel und wurde später der sechstbeste Boxer seiner Klasse bei der World Boxing Association. 1983 beendete er die Karriere und arbeitete als Leibwächter und persönlicher Trainer für Chuck Norris und als Leibwächter für die Band The Temptations; außerdem hielt er Seminare. Er war an verschiedenen Filmen (z. B. Missing in Action 3 mit Chuck Norris) und Fernsehshows als Schauspieler wie auch als Kämpfer und Stuntman beteiligt.
Howard Jackson hatte drei Kinder: Howard Jr., Polizist in Los Angeles, Jeremy, Hockey-Spieler in Kanada (Western Hockey League) und Hip-Hop-Musiker, und Amber Nicole, Studentin.
Im Februar 2002 wurde Leukämie bei Jackson diagnostiziert, an der er 2006 starb.

## Filmografie (Auswahl)
- 1975: Dolemite
- 1979: Helden der Nacht (Disco Godfather)
- 1986: Delta Force (The Delta Force)
- 1988: Braddock – Missing in Action 3 (Braddock: Missing in Action III)